# Alberto María Rossi
Alberto María Rossi (Bolonia, 1879-Buenos Aires, 1965) fue un pintor ítaloargentino Se radicó en Argentina a los nueve años. Realizó sus primeros estudios en la Sociedad Estímulo de Bellas Artes, teniendo como maestros a Eduardo Sívori y Ernesto de la Cárcova.
En 1899 partió hacia Europa para completar su aprendizaje. Se radicó en su Bolonia natal, ingresó en la Academia de Bellas Artes y estudió con el destacado muralista Domenico Ferri. 
Después de recorrer España, Bélgica, Países Bajos y Francia, volvió a Argentina. Formó parte del Grupo Nexus junto a la figura central de Pío Collivadino y los pintores Fernando Fader, Carlos Ripamonte, Justo Lynch y el escultor Arturo Dresco, entre otros. Todos ellos proponían un arte de carácter nacional. Por su obra En pleno trabajo fue galardonado con el Gran Premio Nacional de Pintura en 1919.

## Biografía
Nació en Bolonia, Italia, en 1879. Su padre Dionisio Rossi viajó con su familia a Buenos Aires cuando Alberto María tenía tres años. Dionisio era pintor y había sido contratado para decorar casas de gente importantes de la ciudad. Él incentivó a su hijo para que siguiera el camino del arte,
Alberto comenzó sus estudios de pintura en la Sociedad Estímulo de Bellas Artes, creada por Sívori, Eduardo Schiaffino y otros artistas, en su mayoría de origen italiano. Tuvo como profesores a pintores como Ernesto de la Cárcova y el propio Sívori.
En 1899 adoptó la nacionalidad argentina. Poco después, viajó a Europa para completar sus estudios. Se instaló en su Bolonia natal, ingresó en la Academia de Bellas Artes y estudió con el destacado muralista Domenico Ferri.
En 1907 regresó a Buenos Aires y trabajó como titular de la cátedra de dibujo en la Academia de Bellas Artes, recientemente creada a partir de la Sociedad Estímulo. Al año siguiente, fue a Uruguay con Pío Collivadino para pintar los frescos de la Catedral de Montevideo.
Obtuvo varios premios de pintura y, en 1915, se casó con una de sus alumnas: Ana Weiss, que sería una de las más importantes pintoras argentinas, firmando sus obras como Ana Weiss de Rossi.
También, fue escultor, escritor, violinista y actor. A lo cincuenta y dos años publicó una novela La Camisa de Once Varas, narrando sus años de bohemia y la manera en que los artistas argentinos de principios del siglo XX luchaban por abrirse paso.

## Características de sus obras
Los temas que pintó fueron muchos: en los comienzos, pintó temas históricos, gauchescos, paisajes portuarios y urbanos,. Más adelante, su obra adquirió cierto tono burlesque y alegre. En esta etapa, la de su madurez artística, sus pinturas están recorridas por escenas circenses, payasos, escenas de la vida nocturna y cotidiana, paisajes urbanos y algunas naturalezas muertas, dentro de un estilo posimpresionista.
Entre sus obras, se destacan: La librería de Marcos Sastre, La ciudad que surge, Fin de función y En pleno trabajo.

## Premios
- Medalla en el Salón del Centenario por El Veterano, 1910.
- Premio Adquisición, por Buenos Aires, 1912.
- Gran Premio Nacional de Pintura por su obra En pleno trabajo, en 1919.